# Roger Loyer
Roger Loyer (n. 5 august 1907, Paris, Franța – d. 24 martie 1988, Boulogne-Billancourt, Franța) a fost un pilot de Formula 1. De-a lungul carierei a luat startul în 1 cursă, niciuna din pole-position. Nu a câștigat nicio cursă și nu a terminat niciodată pe podium, acumulând 0 puncte în întreaga activitate ca pilot de Formula 1.